# All God's Children Need Traveling Shoes
All God's Children Need Traveling Shoes é uma autobiografia da escritora americana Maya Angelou lançada em 1986. O livro é o quinto volume da série de sete autobiografias de Angelou. Baseado entre os anos de 1962 e 1965, a história começa quando Angelou tem 33 anos de idade, e narra os anos em que viveu em Acra, capital de Gana. O livro, cujo título é derivado do gênero Negro Spiritual, começa onde as memórias anteriores de Angelou, publicado em The Heart of a Woman — com o traumático acidente de carro envolvendo seu filho Guy — e termina com Angelou retornando à América.
Desde que ela começou a produzir sua primeira autobiografia, I Know Why the Caged Bird Sings, e continuou ao longo de sua série, Angelou mantém a longa tradição de desenvolver autobiografias afro-americanas. Ao mesmo tempo, ela faz uma tentativa deliberada de desafiar a estrutura usual da autobiografia criticando, mudando e expandindo o gênero. Angelou amadureceu como escritora quando escreveu Traveling Shoes, a ponto de poder brincar com a forma e a estrutura do trabalho. Assim como em seus livros anteriores, consiste em uma série de anedotas conectadas por temática abordada. Ela retrata sua luta por ser mãe de um filho crescido e com seu lugar em sua nova casa.
Angelou analisa muitos dos mesmos assuntos e temáticas que suas autobiografias anteriores cobriram. Embora a maternidade seja um tema importante neste livro, ela não sobrecarrega o texto como em algumas de suas outras obras. No final do livro, ela amarra a trama mãe/filho quando deixa o filho em Gana e volta para a América. De acordo com a acadêmica Mary Jane Lupton, "a exploração de Angelou de suas identidades africanas e afro-americanas" é um tema importante em Traveling Shoes. No final do livro, Angelou chega a um acordo, cuja atitude foi intitulada pela acadêmica Dolly McPherson como "dupla conscientização", os paralelos e conexões entre as partes africana e americana de sua história e personagem. O racismo continua a ser um tema importante à medida que ela aprende mais sobre o assunto e de si mesma. A viagem e a sensação de lar é outra temática importante nesta obra; Angelou mantém a tradição afro-americana da narrativa escrava e de sua própria série de autobiografias. Desta vez, ela se concentra em "tentar chegar em casa", ou em se assimilar na cultura africana, que ela considera inatingível. All God's Children Need Traveling Shoes recebeu uma recepção mista dos críticos, mas a maioria de suas críticas foram positivas.

## Antecedentes
All God's Children Need Traveling Shoes, publicado em 1986, é a quinta série do volume de sete autobiografias de Maya Angelou. O sucesso das autobiografias anteriores de Angelou e o lançamento de quatro volumes de poesia trouxeram a Angelou uma fama considerável em 1986. And Still I Rise, publicado em 1978, reforçou o sucesso de Angelou como escritora. Seu primeiro volume de poesia, Just Give Me a Cool Drink of Water 'fore I Diiie (1971) foi indicado ao Prêmio Pulitzer.

De acordo com a escritora Hilton Als, Angelou foi uma das primeiras escritoras afro-americanas a discutir publicamente sua vida pessoal e uma das primeiras a colocar si mesma como personagem central em seus livros, algo que ela continua em Traveling Shoes. O escritor Julian Mayfield, definiu sua primeira autobiografia, I Know Why the Caged Bird Sings, como "uma obra de arte que escapa de qualquer legenda", e também afirmou que o trabalho de Angelou cria um precedente não apenas para outras escritoras negras, mas para o gênero de autobiografia como um todo.

Angelou recitando seu poema "On the Pulse of Morning" na posse do presidente Bill Clinton em 1993

Als chamou Angelou de uma das "pioneiras da autoexposição", disposta a se concentrar honestamente nos aspectos mais negativos de sua personalidade e escolhas. Por exemplo, enquanto Angelou estava compondo sua segunda autobiografia, Gather Together in My Name, ela estava preocupada com a forma como seus leitores reagiriam à revelação de que ela havia sido uma prostituta. Seu marido, Paul Du Feu, convenceu a publicar o livro, incentivando-a a "dizer a verdade como escritora" e "ser honesta sobre isso". Através da escrita de suas histórias de vida, Angelou tornou-se reconhecida e altamente respeitada como porta-voz de negros e mulheres. Isso a fez, como afirmou a acadêmica Joanne Braxton, "sem dúvida, (...) A autobiógrafa negra mais visível da América".
Segundo McPherson, Traveling Shoes é "uma mistura da lembrança pessoal de Maya Angelou e um documento histórico da época em que se passa", no início dos anos 1960. Esta foi a primeira vez que muitos negros americanos, devido à independência de Gana e outros estados africanos, bem como o surgimento de líderes africanos como Kwame Nkrumah, puderam ver a África de maneira positiva. Gana foi "o centro de um renascimento cultural africano" e do pan-africanismo durante esse período.

## Título do livro
Eu tenho sapatos, você tem sapatos
Todas as crianças negras de Deus têm sapatos
Quando eu chegar ao céu, eu vou colocar meus sapatos
Eu vou andar por todo o céu de Deus
Céu, Céu
Todo mundo falando sobre o céu não vai cervídeos
Céu, Céu
Eu vou andar por todo o céu de Deus.

De acordo com Angelou, o título de Traveling Shoes vem do gênero Negro Spiritual. O acadêmico afro-americano Lyman B. Hagen relata que o título vem do espiritual "All God's Chillun Got Wings", uma "referência inteligente" de Angelou à sua busca contínua por um lar enquanto está ciente de "nosso lar final". O título demonstra o amor de Angelou pelos espirituais afro-americanos e profundo senso de religião que aparece em todas as suas obras. A crítica Mary Jane Lupton acha proposital o aparecimento da palavra "viajar", pois enfatiza a abordagem da viagem, uma das temáticas mais importantes de Angelou no livro. Assim como os volumes anteriores de Angelou em sua série, o título contribui para seu enredo e impacto temático.

## Sinopse
All God's Children Need Traveling Shoes começa após o término da história publicada no livro anterior de Angelou, The Heart of a Woman, com um grave acidente automobilístico envolvendo seu filho Guy. Depois de passar dois anos no Cairo, eles vêm a Acra para matricular Guy na Universidade de Gana, e o acidente ocorre três dias depois de chegarem. Após a longa convalescença de Guy, eles permanecem em Gana, Angelou, por quatro anos, de 1962 a 1965. Angelou descreve a recuperação de Guy, incluindo sua depressão profunda. Ela é confrontada por seu amigo Julian Mayfield, que apresenta a escritora Efua Sutherland, diretora do Teatro Nacional de Gana. Sutherland se torna a "amiga-irmã" de Angelou e permite que ela exponh toda a sua dor e amargura.
Angelou encontra um emprego na Universidade de Gana e "se apaixona" pelo país e por seu povo, que a lembra dos afro-americanos que conheceu nos estados de Arkansas e na Califórnia. Como mãe de um adulto, ela experimenta novas liberdades, respeita as escolhas de Guy e conscientemente deixa de fazer de seu filho o centro de sua vida. Ela cria novas amizades com seus colegas de quarto e africanos nativos, homens e mulheres. Ela se torna parte de um grupo de expatriados americanos que ela chama de "Repatriados revolucionários", pessoas como Mayfield e sua esposa Ana Livia, que compartilham suas lutas.
Angelou fortalece seus laços com a África enquanto viaja pelas aldeias do leste de Gana e por meio de seus relacionamentos com vários africanos. Ela descreve algumas perspectivas românticas, uma das quais é com um homem que propõe que ela se torne sua "segunda esposa" e aceite os costumes da África Ocidental. Ela também se torna uma apoiadora do presidente de Gana, Kwame Nkrumah, e amiga íntima do líder tribal Nana Nketsia e do poeta Kwesi Brew. Durante uma de suas viagens pela África Ocidental, uma mulher a identifica como membro da tribo Bambara com base apenas em sua aparência e comportamento, o que ajuda Angelou a descobrir as semelhanças entre suas tradições americanas e as de seus antepassados da África Ocidental.
Embora Angelou esteja desiludida com as estratégias não violentas do ativista político Martin Luther King Jr., ela e seus amigos comemoram sua marcha de 1963 em Washington organizando uma manifestação paralela em Gana. A manifestação torna-se uma homenagem ao afro-americano W.E.B. Du Bois, falecido na noite anterior. Algumas páginas depois, ela se alia a Malcolm X, que visita Gana em 1964 para obter o apoio de líderes mundiais negros. Ele encoraja Angelou a retornar à América para ajudá-lo a coordenar seus esforços, como ela havia feito para King em The Heart of a Woman. Enquanto conduz Malcolm X para o aeroporto, ele a repreende por sua amargura sobre a falta de apoio da esposa de Du Bois, Shirley Graham, ao movimento pelos direitos civis.
Angelou e seus colegas de quarto contratam relutantemente um garoto da cidade chamado Kojo para fazer o trabalho doméstico para eles. Ele a lembra de seu irmão Bailey, e serve como substituto para seu filho Guy. Ela aceita um papel maternal com Kojo, ajudando-o com seus trabalhos escolares e recebendo os agradecimentos de sua família. Traveling Shoes, assim como as autobiografias anteriores de Angelou, está cheio de conflitos com Guy, especialmente em torno de sua independência, sua separação de sua mãe e suas escolhas. Quando ela descobre que ele está namorando uma mulher mais velha que Angelou, ela reage com raiva e ameaça agredi-lo, mas ele a trata com condescendência, a chama de "mamãezinha" e insiste em sua autonomia em relação a ela.
A narrativa africana em Traveling Shoes é interrompida por "uma viagem dentro de uma viagem" quando ela decide juntar-se a uma companhia teatral numa releitura de The Blacks, peça do escritor francês Jean Genet. Como ela havia feito na cidade de Nova Iorque e descrito em sua autobiografia anterior, The Heart of a Woman, ela interpreta a Rainha Branca e percorre Berlim e Veneza com a companhia, entre eles, Cicely Tyson, James Earl Jones, Lou Gossett Jr. e Roscoe Lee Browne. Enquanto está em Berlim, ela aceita um convite para um café da manhã com uma família alemã rica e racista.
O livro termina com a decisão de Angelou de retornar à América. No aeroporto, um grupo de seus amigos e colegas, incluindo seu filho Guy, estão presentes para desejar adeus a ela. Ela, metaforicamente, conecta sua saída do continente africano com a escravização forçada dos antepassados dela e pela sua saída de Guy.

## Gênero literário
Todos os sete volumes de livros sobre a história de vida da escritora Angelou se mantém na longa tradição da autobiografia afro-americana. Começando com I Know Why the Caged Bird Sings, Angelou fez uma tentativa deliberada ao escrever seus livros para desafiar a estrutura usual da autobiografia criticando, mudando e expandindo o gênero. Seu uso de técnicas de escrita de ficção, como diálogo, caracterização e desenvolvimento temático, muitas vezes levou os críticos a categorizar seus livros como ficção autobiográfica. Angelou expressou, em uma entrevista de 1989, sua opinião de que ela era a única escritora "séria" a escolher o gênero para se expressar. Angelou disse que não conta apenas a história de uma pessoa, mas do coletivo como um todo. Ela representa a convenção na autobiografia afro-americana, que serve como um gesto público que fala por todo um grupo de pessoas. Como Angelou havia feito em suas autobiografias anteriores, ela usa elementos da narrativa escrava afro-americana, incluindo, como Lupton coloca, "a jornada, a busca pela liberdade; [e] empatia pelos horrores sofridos pelos escravos".
Todas as autobiografias de Angelou seguem a estrutura padrão do gênero: são escritas por um único autor, são cronológicas e contêm elementos de caráter, técnica e temática. Embora Angelou tenha se referido a seus livros como autobiografias, em uma entrevista de 1983 com a crítica literária afro-americana Claudia Tate, ela reconheceu que há aspectos ficcionais em todos os seus livros, com a tendência de "divergir da noção convencional de autobiografia como verdade". Ao falar de seu uso único do gênero, Angelou reconhece que ela segue a tradição narrativa escrava de "falar na primeira pessoa do singular sobre a primeira pessoa do plural, ou seja, sempre dizendo eu para definir 'nós'". McPherson afirma que Angelou é uma especialista dessa técnica autobiográfica, especialmente o "confronto do eu negro dentro de uma sociedade que ameaça destruí-lo", mas se afasta disso em Traveling Shoes ao levar a ação para a África. Lupton, referindo-se ao motivo da viagem no livro, insiste que seu ponto de vista narrativo é "novamente sustentado pelo autobiógrafo em primeira pessoa em movimento".
Angelou reconhece que há aspectos ficcionais em todos os seus livros, embora haja menos ficcionalização em Traveling Shoes do que em suas autobiografias anteriores. Sua abordagem é paralela às convenções de muitas autobiografias afro-americanas escritas durante o período abolicionista nos EUA, quando a verdade era frequentemente censurada para fins de autoproteção. Hagen coloca Angelou entre as escritoras tradicionais da autobiografia afro-americana, mas insiste que ela criou uma interpretação única da forma autobiográfica. O jornalista George Plimpton perguntou a ela, em uma entrevista de 1998, se ela mudou alguns fatos para melhorar sua história; ela afirmou: "Às vezes faço um diâmetro a partir de uma composição de três ou quatro pessoas, porque a essência em apenas uma pessoa não é suficientemente forte para ser escrita". Embora Angelou nunca tenha admitido mudar os fatos em suas histórias, ela torna alguns momentos ficcionais para causar impacto e aumentar o interesse de seus leitores. O editor de longa data de Angelou, Robert Loomis, disse que ela poderia reescrever qualquer um de seus livros mudando a ordem de seus fatos para causar um impacto diferente no leitor.

## Modelo de escrita
Pela primeira e única vez na série de Angelou, ela repete o mesmo episódio em detalhes — o acidente automobilístico de seu filho — no final de sua quarta autobiografia The Heart of a Woman e no início desta, uma técnica que centraliza a cronologia sobre cada livro da série entre si. Além disso, cada volume "termina com suspense abrupto". Também cria uma ligação forte e emocional entre as duas autobiografias. Angelou disse que usou essa técnica para que cada livro ficasse sozinho e criasse o cenário em Traveling Shoes — "quem ela era e o que estava fazendo na África".

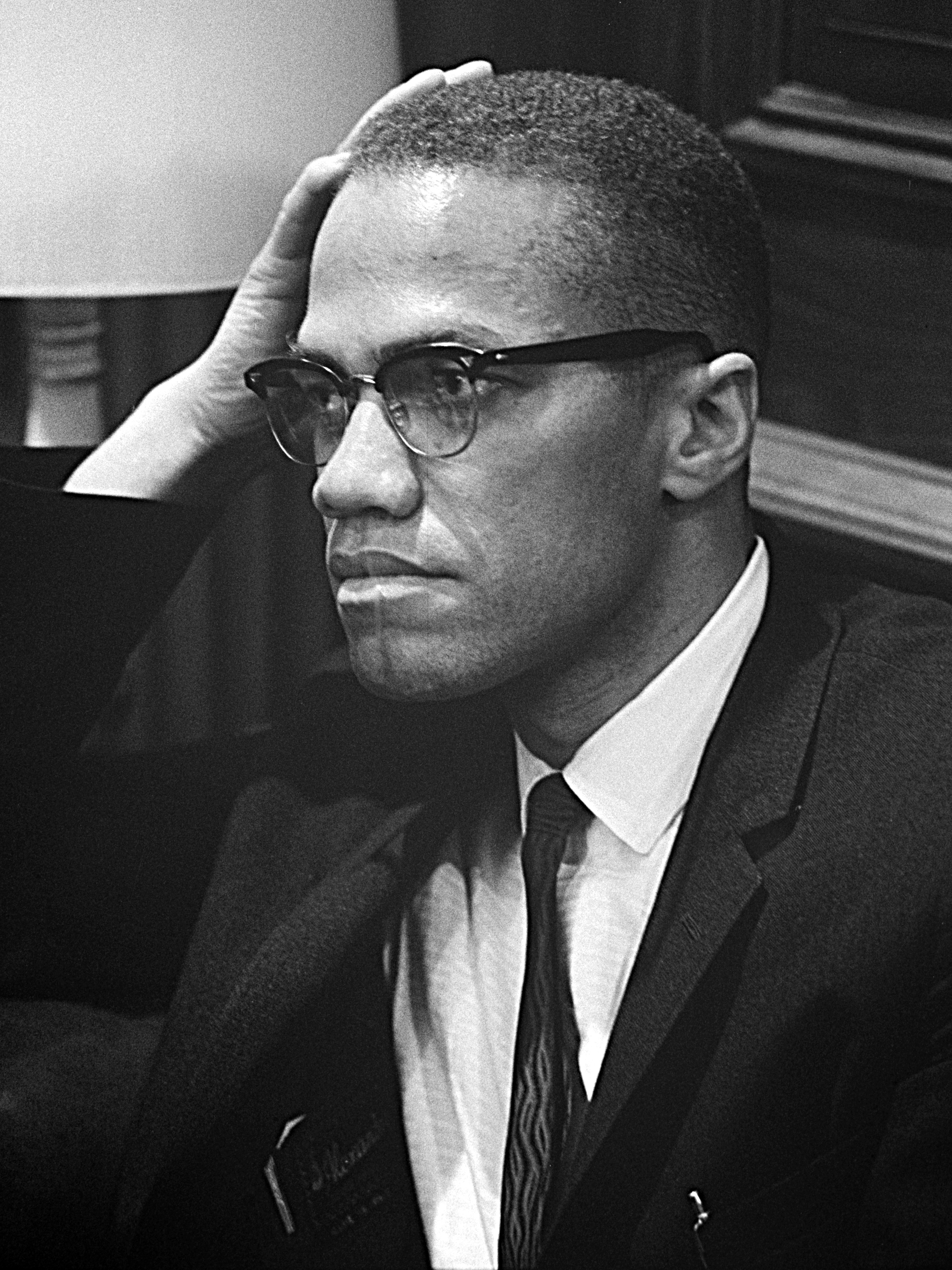
De acordo com Angelou, apesar de terem se conhecido anteriormente, ela e Malcolm X (foto) se tornaram amigos em Gana.

Em Traveling Shoes, Angelou amadureceu como escritora a ponto de poder experimentar formas. Pela primeira vez, em vez de usar os tradicionais capítulos numerados, o livro consiste em anedotas separadas por alguns centímetros de espaço em branco. Lupton chama esses segmentos de "contos ou vinhetas", uma técnica que Angelou havia usado antes, para retratar personagens dinâmicos como Malcolm X. As histórias de Angelou são contadas no contexto de toda a sua história de vida, mas cada vinheta pode ser lida ou analisada individualmente, sem prejudicar a consistência do texto. A maioria das anedotas de Angelou não se concentra mais nos famosos ou em sua família, mas nos ganenses; por exemplo, de acordo com Lupton, ao descrever a presença do garoto chamado Kojo, é considerado seu esboço de personagem mais prazeroso no livro.
Em Traveling Shoes, Angelou continua demonstrando seus pontos fortes como autobiógrafa, especialmente sua capacidade de se conectar emocionalmente com seu público, que Lupton chama de "excelente uso da linguagem na gravação de momentos de intensidade emocional". Como em seus livros anteriores, Angelou usa metáforas inventivas e personificações de objetos e conceitos abstratos. Até suas descrições exibem o estilo, desenvolvido após anos de maturidade como escritora, de "exibir frases e frases vivas e cativantes". O autorretrato de uma mulher negra como Angelou, e sua capacidade de comunicar seus infortúnios destrói estereótipos e demonstra "as provações, rejeições e resistências que tantas mulheres negras compartilham". Hagen intitula esta obra de "reflexiva" e sua escritora de "introspectiva e profundamente comovida".
Mesmo que Traveling Shoes possa ser lido por conta própria, Angelou conecta os eventos deste livro com seus volumes anteriores, como ela havia feito ao longo de sua série. Como McPherson afirma, "as experiências cotidianas servem como links para o passado de Angelou e, portanto, incorporam significados poderosos". Os eventos que ocorrem neste livro e as respostas de Angelou a eles evocam momentos anteriores em seus livros anteriores; por exemplo, Angelou responde ao acidente de seu filho com mudez, como ela havia respondido ao estupro em Caged Bird . Como é costume na autobiografia em geral, ela usa a convenção literária dos flashbacks para vincular este livro aos seus antecessores. Ela usa o humor, outra convenção que já usou antes, tanto para criticar o racismo quanto para equilibrar seus insights de peso. Ela também usa citações de fontes literárias, especialmente a Bíblia, o que demonstra que não perdeu o contato com suas raízes familiares na busca por um lar e por sua identidade.
Traveling Shoes é a obra "mais rigorosamente controlada" do que os livros anteriores de Angelou, provavelmente devido a dominação temática sobre a viagem. O cenário, sempre um elemento importante para Angelou, torna-se ainda mais importante neste livro. Ao contrário de seus volumes anteriores, a maior parte da ação deste livro ocorre em um cenário, Acra, que contribui e está intimamente ligado ao seu desenvolvimento pessoal. Os sentimentos de Angelou em relação à vida em Gana são ambivalentes, o que confere à Traveling Shoes riqueza e profundidade. Muitos acham que a inclusão de Angelou em sua turnê The Blacks, em Berlim e Veneza, como uma digressão que prejudica o cenário africano, mas Lupton vê isso como uma contribuição para o desenvolvimento de seu personagem e fornece ao livro uma "qualidade universal" à medida que Angelou vai além os limites de sua vida pessoal e encontra racismo na Alemanha. Durante esta viagem, ela passa a ver seus companheiros afro-americanos de maneira diferente, mais animada do que os africanos que conheceu em Gana.

## Temáticas abordadas

### Maternidade
Uma temática importante em Traveling Shoes, que muitos críticos ignoram, é o amor de Angelou por seu filho. A maternidade é um dos temas mais consistentes de Angelou ao longo de sua série de autobiografias, embora não sobrecarregue este livro como em Gather Together in My Name e Singin' and Swingin' and Gettin' Merry Like Christmas. A maternidade está presente em muitos dos subtemas do livro — a relação dela com o garoto Kojo, o prazer dela em ser chamado de "tia" por muitas crianças africanas, e seus sentimentos em relação à "Mãe África". Traveling Shoes começa com o acidente de Guy, sua longa recuperação e a reação de sua mãe a isso, universalizando assim o medo de todos os pais — a morte de um filho. A personagem principal é uma mãe de um filho já crescido, então a libertação das responsabilidades diárias da maternidade é enfatizada, mas é complicado pelo reconhecimento de que parte da maternidade é deixar ir, algo com o qual Angelou luta. As divergências entre Angelou e Guy são pequenas, embora tenha ocorrido um conflito em relação ao filho namorar uma mulher muito mais velha, além dele demandar por autonomia após a volta dela da turnê Genet. Angelou parece vacilar entre querer supervisioná-lo e querer deixá-lo mais independente ao longo deste livro. Dessa forma, como diz Lupton, o tema da maternidade, assim como o tema da identidade, é "duplo em natureza".
Como muitos de seus livros anteriores, Angelou está em conflito sobre seus sentimentos em relação a Guy e é hábil em expressá-los neste livro. Uma maneira de expressar seu conflito é através de seu relacionamento relutante com Kojo. Ela compara seus sentimentos por Kojo com a dor do parto, e ele serve como substituto para Guy. No final do livro, Angelou deixa Guy na África para continuar seus estudos, sugerindo, como Lupton coloca, o "fim aparente da trama mãe/filho". Lupton também relata que alguns críticos criticaram Angelou pelo "cortar intencionalmente os laços maternos que ela estabeleceu ao longo da série", mas Angelou implica em Traveling Shoes que a maternidade nunca acaba.

### Raça humana e identidade
A exploração de Angelou de suas identidades africanas e afro-americanas é uma temática relevante em Traveling Shoes. As alianças e relacionamentos com aqueles que ela conhece em Gana contribuem para a identidade e crescimento de Angelou. Suas experiências em Gana a ajudaram a aceitar seu passado pessoal e histórico e, no final do livro, ela está pronta para retornar à América com uma compreensão mais profunda das partes africana e americana de sua personagem. McPherson intitula os paralelos e conexões de Angelou entre a África e a América de sua "dupla consciência", que contribuem para sua compreensão de si mesma.
Angelou é capaz de reconhecer semelhanças entre a cultura africana e a afro-americana; como Lupton coloca, as "canções azuis, gritos e evangelhos" com os quais ela cresceu na América "ecoam os ritmos da África Ocidental". Ela reconhece as conexões entre as culturas negras africanas e americanas, incluindo as brincadeiras infantis, o folclore, as línguas faladas e não verbais, a comida, as sensibilidades e o comportamento. Ela conecta o comportamento de muitas figuras maternas africanas, especialmente sua generosidade, com os comportamentos de sua avó. Em um dos trechos mais significativos de Traveling Shoes, Angelou relata um encontro com uma mulher da África Ocidental que a reconhece, por sua aparência, como membro do grupo Bambara da África Ocidental. Lupton alegou que essas e outras experiências em Gana demonstram sua maturidade como mãe, uma vez que conseguiu se desprender do filho adulto; como uma mulher, pois não depender mais de um homem; como uma americana capaz de "perceber as raízes de sua identidade" e como elas afetam sua personalidade.
Angelou aceita seu passado difícil, tanto como descendente de africanos levados à força para a América como escravos, quanto como afro-americana que sofreu racismo. Em entrevista para Connie Martinson, ela contou que trouxe seu filho para Gana com intuito de protegê-lo dos efeitos negativos do racismo, isto é, porque ela não achava que ele tivesse as ferramentas para resistir a eles. Ela permaneceu em Acra após o acidente dele porque foi traumático para ela também — tão traumático que a reduz ao silêncio, semelhante à sua mudez depois que ela foi estuprada quando criança em Caged Bird. Seu amigo Julian Mayfield a apresenta a Efua Sutherland, que se torna a "amiga irmã" de Angelou e permite que ela grite sua dor, tristeza e medo, algo que Angelou, posteriormente, admitiu que foi contra sua educação americana de exaustão emocional.
O racismo, temática importante em todas as autobiografias de Angelou, continua sendo importante neste livro, mas ela amadureceu na forma como o trata em Traveling Shoes. Pela primeira vez na vida de Angelou, ela "não se sente ameaçada pelo ódio racial" em Gana. Ela encontra um forte sistema de apoio lá e, como afirma Hagen, ela "veio longe da garotinha muda e tímida de Stamps, Arkansas". Como afirma Hagen, Angelou "ainda não está pronta para se livrar do preconceito, mas a tolerância e até mesmo um certo entendimento podem ser vislumbrados". Isso é demonstrado no tratamento de Angelou do "envolvimento genocida de africanos no comércio de escravos", algo que, muitas vezes, é ignorado ou deturpado por outros escritores negros. Angelou aprendeu uma importante lição sobre o combate ao racismo pelo ativista Malcolm X, que compara a uma montanha na qual os esforços de todos, até mesmo os esforços de Shirley Graham Du Bois, de quem Angelou se ressente, são necessários.
Angelou aprendeu lições sobre si mesma e sobre racismo em Traveling Shoes, mesmo durante sua breve turnê por Veneza e Berlim para o renascimento de The Blacks. Ela revive sua paixão pela cultura afro-americana ao se associar com outros afro-americanos, pela primeira vez, desde que se mudou para Gana. Ela compara suas experiências de racismo nos Estados Unidos com a história de preconceito racial e agressão militar da Alemanha. A violência verbal dos contos populares compartilhados durante seu almoço com seus compatriotas alemães e seu amigo israelense é tão significativa para Angelou quanto a violência física, a ponto de ela adoecer. A experiência em primeira mão de Angelou com o fascismo, bem como as sensibilidades racistas da família alemã que ela visita, "ajudam a moldar e ampliar sua visão em constante mudança" em relação ao preconceito racial.

### Viagem e lar
A viagem, ou ato de viajar, é uma temática comum na autobiografia americana como um todo; como alega McPherson, é uma espécie de mito nacional para os americanos como um povo. Este é também o caso da autobiografia afro-americana, que tem suas raízes na narrativa escrava. Como aquelas narrativas que se concentram na busca dos escritores por liberdade da escravidão, autobiógrafos afro-americanos modernos, como Angelou, procuram desenvolver "um eu autêntico" e a liberdade de encontrá-lo em sua comunidade. McPherson afirma: "A jornada para um objetivo distante, o retorno para casa e a busca que envolve a viagem, conquista e retorno são padrões típicos na autobiografia negra".
O motivo da viagem é visto em toda a série de autobiografias de Angelou, enfatizando o que Lupton descreve como a "jornada contínua do eu" de Angelou. Angelou continua enfatizando a temática em Traveling Shoes, como evidenciado no título do livro;  mas sua principal motivação em viver na África, como ela disse ao entrevistador George Plimpton, que estava "tentando chegar em casa". Angelou relata não apenas sua própria jornada de uma mulher afro-americana em busca de um lar, mas as jornadas de outros expatriados negros na época, a quem McPherson compara as descrições de expatriados brancos na Europa na década de 1920, como Ernest Hemingway e Henry James.
Angelou era uma dos mais de duzentos expatriados negros americanos que viviam em Acra na época. Ela foi capaz de encontrar um pequeno grupo de expatriados, apelidados com humor "os Repatriados Revolucionários", que se tornaram sua principal fonte de apoio enquanto lutava por seu lugar na cultura africana — "os sentimentos conflitantes de estar 'em casa' e ao mesmo tempo ser 'sem-teto', cortado da América sem raízes tangíveis em sua nação negra adotada". Para muitos americanos negros, foi a primeira vez que eles conseguiram se identificar positivamente com a África. Angelou descreve o grupo de expatriados negros americanos como "um pequeno grupo de negros, procurando um lar". A revisora Jackie Gropman afirmou que Angelou apresenta a seus leitores "uma riqueza de informações e impressões penetrantes do orgulhoso e otimista novo país de Gana". Angelou também apresenta uma visão "romantizada" da África. Ela "se apaixona" por Gana e deseja se estabelecer em sua nova casa "como um bebê se aninha nos braços de uma mãe".
Angelou logo descobre que seus companheiros expatriados negros "compartilham ilusões semelhantes" e que seus sentimentos em relação a Gana e seu povo não são correspondidos. Lupton afirma: "A aliança de Angelou com a comunidade afro-americana geralmente se concentra em sua indignação pela recusa dos ganenses em recebê-los totalmente". Angelou usa a demonstração paralela à Marcha de King sobre Washington em 1963 para demonstrar a relação tênue dela e de seus colegas expatriados com a África e seu desejo de plena cidadania e assimilação, um "objetivo inatingível que está fora de seu desejo de assimilação" e algo que ela nunca pode adquirir em Gana. Angelou não é apenas uma americana negra, goste ou não, "ela é uma americana negra no exílio". Houston A. Baker Jr., em sua resenha sobre Traveling Shoes, afirmou que Angelou é incapaz de experimentar uma conexão com o que a escritora chama de "alma" da África, e ela especula que apenas o negro americano, deslocado à força e levado do casa de seus antepassados, pode compreender verdadeiramente "que a casa é o lugar onde se é criado".
Os problemas de Angelou são resolvidos no final de Traveling Shoes, quando ela decide deixar Guy para continuar seus estudos em Acra e retornar à América. A cena final do livro é no aeroporto de Acra, com Angelou cercada por Guy e seus amigos enquanto eles lhe desejam adeus. Mesmo que ela "abandone sua nova aliança abraçada com a Mãe África", ela diz que "não está triste"  por partir. Ela chama sua partida de "segunda despedida", e a compara com a última vez que ela deixou seu filho com sua avó em Singin' and Swingin' and Gettin' Merry Like Christmas quando ele era criança, e para a partida forçada da África por seus antepassados. De acordo com Lupton, "a viagem de Angelou da África de volta à América é, de certa forma, uma reafirmação da fase histórica conhecida como passagem intermediária, quando os escravos foram brutalmente transportados em navios da África Ocidental para o chamado Novo Mundo".

## Recepção e crítica
All God's Children Need Traveling Shoes foi recebido com elogios e decepção, embora as críticas do livro tenham sido geralmente positivas. De acordo com a Poetry Foundation, "a maioria dos críticos julgou as autobiografias posteriores de Angelou à luz de sua primeira, I Know Why the Caged Bird Sings, que continua sendo a mais elogiada". Hagen afirma que Traveling Shoes, assim como em seus livros anteriores, demonstrou "amplo apelo" de Angelou, tanto para seus leitores quanto para seus críticos. A precisão do livro foi verificada por seu amigo próximo e colega expatriado Julian Mayfield.
Mesmo que Traveling Shoes seja o quinto livro de Angelou em sua série de autobiografias, a obra é capaz de se sustentar sozinho. Houston A. Baker Jr., em sua resenha do livro, chamou Angelou de "um dos gênios da autobiografia serial afro-americana". A entrevistadora Connie Martinson disse a Angelou: "Você me faz, o leitor (...) viver com você". A acadêmica Eugenia Collier alegou que a possibilidade de lançamentos autobiográficos posteriores na série de Angelou era incerta, mas considerou Traveling Shoes "o ápice para o qual as outras autobiografias apontavam". Hagen avaliou Traveling Shoes como "outro texto profissional, rico, completo e viajante", e viu uma escrita de maior qualidade, especialmente sua prosa "muitas vezes lírica e crescente", do que em seus livros anteriores. Outros revisores concordam. A revisora Janet A. Blundell achou o livro "leitura absorvente", enquanto Jackie Gropman concluiu que a "prosa canta".
Alguns críticos foram menos favoráveis em suas opiniões sobre All God's Children Need Traveling Shoes. Mesmo que o livro tenha deixado o entrevistador Russell Harris com "um sentimento assombroso", ele achou o livro mais "pedante" do que seus livros anteriores, e achou que continha menos aspectos ficcionais em comparação com as outras autobiografias de Angelou. O acadêmico John C. Gruesser observou que os conflitos não resolvidos na parte final foram "facilmente fabricados no último minuto para resolver o problema do livro". A revisora Deborah E. McDowell concordou e considerou a resolução da trama "estereotipada e não autêntica".